# Youns El Hilali
Youns Gabriele El Hilali (Milaan, 8 juni 2003) is een Italiaans voetballer van Marokkaanse afkomst die als aanvaller voor FC Pompei speelt.

## Carrière
Youns El Hilali speelde in de jeugdopleiding van Alcione Milano, Internazionale, Novara Calcio en AC Milan. In 2023 werd hij overgenomen door SC Cambuur, waar hij een contract tot medio 2025 met een optie voor een extra seizoen tekende. Hij debuteerde in het betaald voetbal voor Cambuur op 11 augustus 2023, in de met 2-2 gelijkgespeelde thuiswedstrijd tegen FC Emmen. Hij kwam in de 86e minuut in het veld voor Alex Bangura. Enkele weken later maakte hij in de met 2-1 verloren uitwedstrijd tegen Helmond Sport zijn basisdebuut. Op 17 september maakte hij in de met 1-0 gewonnen thuiswedstrijd tegen Willem II zijn eerste doelpunt. Een paar dagen later maakte hij tegen Jong FC Utrecht zijn tweede en laatste doelpunt voor Cambuur. In de rest van de eerste seizoenshelft kwam hij weinig meer in actie. Zodoende werd hij in de winterstop verhuurd aan FC Arzignano Valchiampo, een Italiaanse club uit de Serie C. Deze verhuurperiode werd geen succes. Hij speelde weinig en scoorde niet. In de zomer van 2024 werd het contract van El Hilali bij Cambuur ontbonden, waarna hij in september bij FC Pompei aansloot.

### Statistieken
| Seizoen                       | Club                      | Land           | Competitie     | Competitie | Competitie | Beker | Beker | Totaal | Totaal |
| Seizoen                       | Club                      | Land           | Competitie     | Wed.       | Dlp.       | Wed.  | Dlp.  | Wed.   | Dlp.   |
| ----------------------------- | ------------------------- | -------------- | -------------- | ---------- | ---------- | ----- | ----- | ------ | ------ |
| 2023/24                       | SC Cambuur                | Nederland      | Eerste divisie | 16         | 2          | 0     | 0     | 16     | 2      |
| 2023/24                       | → FC Arzignano Valchiampo | Italië         | Serie C        | 7          | 0          | 0     | 0     | 7      | 0      |
| 2024/25                       | FC Pompei                 | Italië         | Serie D        | 11         | 2          | 0     | 0     | 11     | 2      |
| Carrièretotaal                | Carrièretotaal            | Carrièretotaal | Carrièretotaal | 34         | 4          | 0     | 0     | 34     | 4      |
| Bijgewerkt op 20 januari 2025 |                           |                |                |            |            |       |       |        |        |